# 太阳过渡区与日冕探测器

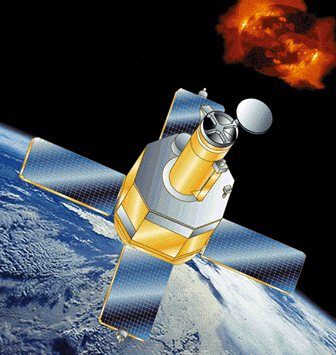
太阳过渡区与日冕探测器想象图

太阳过渡区与日冕探测器（Transition Region and Coronal Explorer，缩写为）是美國國家航空暨太空總署于1998年4月在范登堡空军基地发射的一颗太阳探测卫星，目的是研究太阳的小尺度磁场和等离子体结构，具有极高的空间和时间分辨本领。
TRACE卫星上携带的太阳望远镜口径为30厘米，视场为8.5角分，空间分辨率达到了1角秒，波段范围覆盖了可见光到远紫外線。
TRACE卫星是美國國家航空暨太空總署为太阳活动极大年而发射的第一颗太阳探测器，它升空后与太阳和太阳风层探测器（SOHO）互为补充，为研究太阳的日冕结构、加热机制、光球层磁场的变化等课题进行了大量的观测。